# Mercedes-Benz OM 4xx
Die Motorenbaureihe OM 4xx (häufig OM 400 gesprochen und geschrieben) waren mehrere Generationen von Dieselmotoren von Daimler-Benz überwiegend in V-Anordnung und überwiegend für den Einsatz in Nutzfahrzeugen.
In Abgrenzung dazu wird als Motorenbaureihe OM 40x (ebenfalls häufig OM 400 gesprochen und geschrieben) die erste Generation dieser Motoren bezeichnet. Sie hatte zu Anfang einen Leistungsbereich von rund 120 kW (163 PS) bis geschätzt 370 kW (503 PS), in Standard-LKW bis 235 kW (320 PS) und ergänzten und ersetzten die großen Reihensechszylinder der Baureihe Baureihe OM 300.

## Geschichte
Ab Januar 1972 sollte die Mindestmotorisierung von 8 PS/t auch auf große Lastkraftwagen und -züge über 28,5 Tonnen ausgedehnt werden. Bei einem maximal erlaubten Gewicht von 38 Tonnen wurden also 224 kW (304 PS) benötigt, mehr als die bestehenden Motoren (als Saugmotoren) hätten leisten können. Die Entwicklung und Fertigung der neu benötigten Motoren erfolgte an der Schwelle zur beginnenden Ära der turbogeladenen Motoren: Seit mindestens 1954 bot auch Daimler-Benz einzelne Motoren mit Turboaufladung an. Um die benötigte Motorleistung zu erreichen, hätte man also den vorhandenen OM 355 aufladen können oder es hätte ausgereicht, einen neuen Sechszylindermotor zu entwickeln. Stattdessen entschied man sich für eine ganze Baureihe von V-Motoren plus zwei Reihenmotoren mit fünf bzw. sechs Zylindern: die Baureihe OM 40x.

## Die Lösung
Mit den V-Motoren der Baureihe OM 40x wurden sehr kompakte und gewichtssparende Motoren geschaffen, die auch als Saugmotoren allen Leistungsforderungen eines Nutzfahrzeugs damaliger Zeit entsprachen.
Mit den 6-, 8- und 10-Zylinder-Motoren konnte man je eine passende Lösung für den mittelschweren Verteilerverkehr sowie im Fernverkehr für die etablierten 32-Tonner und die neuen 38-Tonner aus einem Baukasten liefern. Der 12-Zylinder bot dann noch reichlich Leistungsreserve für Sonderfahrzeuge. Durch das Baukastenprinzip war der Grundaufbau der Motoren immer gleich und viele Teile konnten auf einheitlichen Fertigungseinrichtungen mechanisch bearbeitet werden, wichtige Komponenten waren immer gleich und konnten in größeren Stückzahlen günstiger eingekauft werden. Zudem schloss die Baureihe eine Lücke zwischen den „kleinen“ LKW-Motoren und den größeren Motoren für Lokomotivantrieb und ähnliche Einsatzzwecke.

## Konstruktion
Die Baureihe OM 40x waren V-Motoren mit einem Zylinderwinkel von 90 Grad mit 6, 8, 10 oder 12 Zylindern. Jede Iteration unterschied sich von der nächstkleineren durch je eine zusätzliche Zylindereinheit pro Zylinderbank sowie die um eine zusätzliche Kröpfung verlängerte Kurbelwelle. Die Zylinderbohrung betrug einheitlich 125 mm, der Kolbenhub bis einschließlich des 10-Zylinder-Motors 130 mm. Schwungradseitig befand sich der Rädertrieb zum Antrieb der übereinander im Zylinderwinkel angeordneten zentralen Nockenwelle und Reiheneinspritzpumpe, sowie weiterer Hilfsaggregate. Die Motoren hatten nasse Zylinderlaufbuchsen und Einzelzylinderköpfe. Für Nutzfahrzeuge lag die Nenndrehzahl typisch bei 2500 min−1. Die Motoren waren auch für Turboaufladung und Ladeluftkühlung ausgelegt, selbst der kleinste V-Motor OM 401 wurde als Industriemotor von Beginn an so angeboten. Für Standard-LKW beschränkte man sich aber auf Saugmotoren, katalogmäßig wurde nur der 12-Zylinder mit Turboaufladung (aber ohne Ladeluftkühlung) angeboten. Der 1969 auf der IAA vorgestellte Zehnzylindermotor OM 403 erreichte mit einem spezifischen Kraftstoffverbrauch von 223 g/kWh bei Nennleistung einen seinerzeit beachtlichen Wirkungsgrad von etwa 0,39, bemerkenswert war zudem die geringe Eigenmasse von nur 910 kg.
Die Entwicklungsarbeit wurde gemeinsam mit MAN unternommen. Die Motoren unterscheiden sich zwischen den Herstellern im Wesentlichen mit den Brennverfahren – ob die Brennkammer in einer Kolben-Vertiefung liegen (MAN-M-Verfahren), oder eine einfache Direkteinspritzung erfolgt (Daimler-Benz).

### V6-Motor
Der V6-Motor hatte zwar ein sehr geringes Gewicht und sehr kompakte Abmessungen, der innerhalb der Baureihe einheitliche Zylinderwinkel von 90 Grad bedingte aber einen recht unruhigen Motorlauf, da die Bauweise einen ungleichmäßigen Zündabstand ergab. Durch die Verwendung einer Kurbelwelle mit Hubzapfenversatz wurde dieser Komfortmangel beim OM 441 behoben.

### V12-Motor
Die V12-Motoren nahmen mit 142 mm den größeren Kolbenhub der Folgegenerationen der Motoren vorweg und wurden mit und ohne Turboaufladung und Ladeluftkühlung u. a. in Sonderfahrzeugen eingesetzt, z. B. Schwerlastzugmaschinen oder Flugfeldlöschfahrzeugen. Dort sollen sie bis reichlich 880 kW (1200 PS) Kurzzeitleistung erreicht haben. Eine andere typische Verwendung waren Notstrom-Aggregate, z. B. in Krankenhäusern.

### Reihenmotoren
Mutmaßlich für Omnibusse wurden auch bauähnliche Reihenmotoren mit fünf und sechs Zylindern eingeführt, der 6-Zylinder auch als Unterflurmotor in liegender Ausführung. Die Motoren verfügten über einen etwas vergrößerten Kolbenhub von mutmaßlich einheitlich 150 mm für die OM 40x und 155 mm für die Folgegenerationen OM 42x und OM 44x. Die Nenndrehzahl lag vermutlich etwas niedriger als bei den V-Motoren.

### Technische Daten Nutzfahrzeug
| Baumuster | Zylinder   | Hubraum [cm³] | Bohrung × Hub [mm] | Leistung [kW (PS) @ min−1] | Bemerkungen          |
| --- | ---------- | ------------- | ------------------ | -------------------------- | -------------------- |
| OM 401 | V6         | 9.572         | 125 × 130          | 141 (192) @ 2500           |                      |
| OM 402 | V8         | 12.763        | 125 × 130          | 188 (256) @ 2500           | 834 Nm @ 1400 min−1  |
| OM 403 | V10        | 15.953        | 125 × 130          | 235 (320) @ 2500           | 1010 Nm @ 1500 min−1 |
| OM 404 | V12        | 20.911        | 125 × 142          | 316 (430) @ ?              |                      |
| OM 404 A | V12        | 20.911        | 125 × 142          |                            |                      |
| OM 409 | R5         |               | 125 ×              |                            |                      |
| OM 409 LA | R5         | 9.204         | 125 × 150          |                            |                      |
| OM 407 | R6         |               | 125 ×              |                            |                      |
| OM 407 LA | R6         |               | 125 ×              |                            |                      |
| OM 407h | R6 liegend |               | 125 ×              |                            |                      |
| OM 407h A | R6 liegend |               | 125 ×              |                            |                      |
| 2. Serie |            |               |                    |                            |                      |
| OM 401 LA | V6         | 9.572         | 125 × 130          | 180 (245)                  | 1991–1994 Euro I     |
| OM 401 LA | V6         | 9.572         | 125 × 130          | 200 (272)                  | 1991–1994 Euro I     |
| OM 401 LA | V6         | 9.572         | 125 × 130          | 230 (313)                  | 1991–1994 Euro I     |
| OM 402 LA | V8         | 12.763        | 125 × 130          | 280 (381)                  | 1991–1994 Euro I     |
| Die Leistungsangaben der 2. Serie basieren auf ISO und sind ca. 7,3 kW (10 PS) höher als die älteren DIN-Angaben. |            |               |                    |                            |                      |

## MAN
Über eine Entwicklungsgemeinschaft zwischen Daimler-Benz und MAN im Vorfeld der 1969 erfolgten Beteiligung von MAN an MTU ist nichts bekannt, die neuen Motoren wurden im selben Jahr auf der IAA vorgestellt und im Folgejahr geliefert. Der gemeinsame Werbesprech dazu lautete: „Gemeinschaftlich entwickelt und gefertigt“. Tatsache ist, dass diese Zusammenarbeit beiden Firmen geholfen hatte, beide konnten die neuen V-Motoren nutzen, die Motoren waren in der Herstellung bis auf wenige Teile wie Kolben und Einspritzdüsen gleich (MAN nutzte damals noch das M-Verfahren, Mercedes-Benz damals wie heute Direkteinspritzung). MAN bevorzugte turbogeladene Sechszylindermotoren über die V-Motoren, während Daimler-Benz sich verpflichtet hatte, den ‚gemeinsamen Reihensechszylinder‘ nicht in LKW in Europa zu nutzen. Später zog sich MAN aus der Beteiligung an MTU und dem Projekt der gemeinsamen Motoren zurück, nutzt aber noch heute (2024) die V-Motoren außerhalb des Nutzfahrzeugsektors.

## Industriemotoren
Auch wenn die Motoren überwiegend für eigene Nutzfahrzeuge verwendet wurden, eingesetzt wurden sie immer auch für Sonderfahrzeuge und als Industriemotoren. Während die Vertriebsrechte für diese Motoren früher bei Daimler-Benz selbst gelegen zu haben scheinen, gingen sie 1988 an die MTU über. Hier sind keinerlei Leistungsangaben für Industriemotoren dieser Baureihe gemacht, da diese in weiten Grenzen schwanken können: Für Stromerzeuger benötigt man häufig eine Synchrondrehzahl von 1500 min-1 oder 1800 min-1 (Nenndrehzahl um 40 % reduziert bedeutet vereinfacht, dass auch die Leistung um 40 Prozent reduziert ist. Dauerbetrieb bedeutet, dass die Leistung um weitere 15 bis 20 Prozent reduziert sein kann), bei einem Flugfeldlöschfahrzeug können aufgeladene Motoren auf extrem hohe Leistungen eingestellt werden (weil die Einsatzzeit nur wenige Stunden pro Jahr beträgt und die Nennleistung pro Einsatz nur für wenige Minuten gefordert wird). Hinzu kommen die normalen Korrekturen für die Aufstellbedingungen.

## Weiterentwicklungen
1980 wurden mit dem OM 42x modernisierte und etwas leistungsstärkere Nachfolger eingeführt, die wiederum 1985 durch die nochmals weiterentwickelten OM 44x abgelöst wurden. Als absehbar war, dass Saugmotoren nicht mehr die gesetzlich vorgeschriebenen Abgasgrenzwerte würden einhalten können, erlebte die Baureihe OM 40x ein Revival als (oben 2. Serie genannte) abgasoptimierte Motoren mit Turboaufladung und Ladeluftkühlung. Zusätzlich erhielten die LKW-Motoren auch ein Dekompressionsventil für eine erhöhte Motorbremsleistung. Mutmaßlich dürfte die Nenndrehzahl dieser Motoren niedriger als bei den Motoren der ersten Serie gelegen haben.

### OM 42x
1980 wurden die Motoren überarbeitet zur Baureihe OM 42x. Die Zylinderbohrung wurde vergrößert auf 128mm, bei den V-Motoren der Kolbenhub vereinheitlicht auf 142 mm, die Motordrehzahl leicht abgesenkt auf typisch 2300 min−1. Die Baureihe OM 42x markiert für LKW von Daimler-Benz den Beginn der Abkehr vom Saugmotor hin zu turbogeladenen Motoren. Mutmaßlich wurde der Kolbenhub bei allen Reihenmotoren etwas vergrößert auf einheitlich 155 mm.
| Bauzeit   | Baumuster | Zylinder   | Hubraum [cm³] | Bohrung × Hub [mm] | Leistung [kW (PS) @ min−1] | Bemerkungen                                                |
| --------- | --------- | ---------- | ------------- | ------------------ | -------------------------- | ---------------------------------------------------------- |
|           | OM 421    | V6         | 10.964        | 128 × 142          | 159 (216)                  |                                                            |
|           | OM 422    | V8         | 14.618        | 128 × 142          | 206 (280)                  | auch 184 kW (250 PS)                                       |
| 1980-     | OM 422 A  | V8         | 14.618        | 128 × 142          | 243 (330)                  | 1400 Nm                                                    |
| 1980-     | OM 422 LA | V8         | 14.618        | 128 × 142          | 276 (375)                  | 1550 Nm                                                    |
|           | OM 423    | V10        | 18.273        | 128 × 142          | 261 (355)                  |                                                            |
| 1984–1994 | OM 423 LA | V10        | 18.273        | 128 × 142          | 368 (500)                  | Euro I, auch 401 kW (545 PS), für Flugfeld 515 kW (700 PS) |
|           | OM 429 LA | R5         | 9.973         | 128 × 155          |                            |                                                            |
|           | OM 427    | R6         |               | 128 ×              |                            |                                                            |
|           | OM 427 A  | R6         |               | 128 ×              |                            |                                                            |
|           | OM 427h   | R6 liegend |               | 128 ×              |                            |                                                            |
|           | OM 427h A | R6 liegend |               | 128 ×              |                            |                                                            |

#### Industriemotoren
Mercedes-Benz hatte 1988, drei Jahre nachdem die OM 44x eingeführt wurden, die Vertriebsrecht für alle LKW-Motoren für Anwendungen außerhalb der eigenen Nutzfahrzeuge an MTU übertragen.

#### MTU 183
Unter der gemeinsamen Bezeichnung MTU Serie 183 wurden OM 44x aber auch die älteren OM 42x geführt. Der Sechszylinder-Reihenmotor und die V-Motoren mit sechs, acht, zehn und zwölf Zylindern sind verbürgt, nur für den Fünfzylindermotor finden sich keine Belege, dass er von MTU verkauft wurde. Alle Motoren wurden offensichtlich als Saugmotor, mit Turboaufladung und mit Turboaufladung mit Ladeluftkühlung geliefert. Wie zuvor Mercedes-Benz bei der Serie OM40x lieferte ebenso MTU die Serie 183 für zivile Märkte wie auch militarisiert als Antrieb für damals neu zu entwickelnde leichte Panzer (Mowag Trojan, Pizarro, 1. Baulos).
Bekannte Ausführungen der Serie 199 sind:
| Bauzeit | Baumuster | Typ. Leistung   | Drehmoment | Verwendung/Bemerkungen           |
| ------- | --------- | --------------- | ---------- | -------------------------------- |
| ~1988-  | 6V183     | 294 kW (400 PS) |            | M113-Umbauten durch FFG          |
| ~1988-  | 8V183     | 441 kW (600 PS) |            | Mowag Trojan, Pizarro, 1. Baulos |

1996 hatte die Serie 183 bei MTU faktisch drei Nachfolger: Die Mercedes-Benz Baureihe Mercedes-Benz OM 50x als V6- und V8-Motoren und deren militarisierte Version MTU Serie 199, sowie die zeitgleich in den USA bei Detroit Diesel entwickelte MTU Serie 2000 mit höheren Zylinderzahlen und Leistungen für zivile Märkte.

### OM 44x
Bereits ab 1985 wurden mit den OM 44x erneut überarbeitete Motoren geliefert, die jetzt eine „elektronische Dieselregelung“ an der weiterhin vorhandenen Reiheneinspritzpumpe erhielten. Ab 1988 hatten alle Motoren Euro I, ab 1994 dank einer neuen Hubschieber-Einspritzpumpe und Ladeluftkühlung Euro II. Die Bohrung für die zeitweilig gelieferten Saugmotoren wurde weiter vergrößert auf 130mm (bei den aufgeladenen Motoren blieb sie dagegen unverändert bei 128mm), die Nenndrehzahl wurde wiederum leicht abgesenkt auf typisch 2100 min−1.
| Bauzeit                                                                             | Baumuster         | Zylinder | Hubraum [cm³] | Bohrung × Hub [mm] | Leistung [kW (PS) @ min−1] | Bemerkungen |
| ----------------------------------------------------------------------------------- | ----------------- | -------- | ------------- | ------------------ | -------------------------- | ----------- |
| 1989–1994                                                                           | OM 441            | V6       | 11.309        | 130 × 142          | 160 (218)                  |             |
| 1988–1992                                                                           | OM 441 LA         | V6       | 10.964        | 128 × 142          | 249 (339)                  |             |
| 1994–1998                                                                           | OM 441 LA Euro II | V6       | 10.964        | 128 × 142          | 180 (245)                  |             |
| 1994–1998                                                                           | OM 441 LA Euro II | V6       | 10.964        | 128 × 142          | 200 (272)                  |             |
| 1994–1996                                                                           | OM 441 LA Euro II | V6       | 10.964        | 128 × 142          | 230 (313)                  |             |
| 1994–1996                                                                           | OM 441 LA Euro II | V6       | 10.964        | 128 × 142          | 250 (340)                  |             |
| 1989–1994                                                                           | OM 442            | V8       | 15.078        | 130 × 142          | 195 (265)                  |             |
| 1988–1994                                                                           | OM 442            | V8       | 15.078        | 130 × 142          | 218 (296)                  |             |
| 1985-                                                                               | OM 442 A          | V8       | 14.618        | 128 × 142          | 257 (350)                  |             |
| 1988–1994                                                                           | OM 442 A          | V8       | 14.618        | 128 × 142          | 269 (366)                  | 1600 Nm     |
| 1994–1996                                                                           | OM 442 LA Euro2   | V8       | 14.618        | 128 × 142          | 280 (381)                  |             |
| 1985–                                                                               | OM 442 LA         | V8       | 14.618        | 128 × 142          | 320 (435)                  | 1765 Nm     |
| 1991–1994                                                                           | OM 442 LA         | V8       | 14.618        | 128 × 142          | 320 (435)                  |             |
| 1994–1996                                                                           | OM 442 LA Euro II | V8       | 14.618        | 128 × 142          | 320 (435)                  |             |
| 1988–1994                                                                           | OM 442 LA         | V8       | 14.618        | 128 × 142          | 362 (492)                  | 2000 Nm     |
| 1991–1994                                                                           | OM 442 LA         | V8       | 14.618        | 128 × 142          | 370 (503)                  |             |
| 1994–1996                                                                           | OM 442 LA Euro II | V8       | 14.618        | 128 × 142          | 390 (530)                  | 2300 Nm     |
|                                                                                     | OM 449 LA         | R5       |               |                    |                            |             |
|                                                                                     | OM 447            | R6       |               |                    |                            |             |
|                                                                                     | OM 447 A          | R6       |               |                    |                            |             |
|                                                                                     | OM 447h           | R6       |               |                    |                            |             |
|                                                                                     | OM 447h A         | R6       |               |                    |                            |             |
| Leistungsangaben nach ISO, d. h. ca. 7,3 kW (10 PS) höher als nach der älteren DIN. |                   |          |               |                    |                            |             |

### OM 50x
Die nächste (und aus Sicht von Mercedes-Benz letzte) Entwicklungsstufe der V-Motoren war die 1996 eingeführte Baureihe OM 50x, die in Nutzfahrzeugen zwischen 2007 und 2010 von neuen Reihenmotoren mit 6 Zylindern und Common-Rail-Einspritzung beerbt wurden: der Baureihe OM 47x. Als Serie 199 hat MTU die V-Motoren als Industriemotoren weitergeführt, weiterentwickelt und 2025 um einen Zehnzylindermotor ergänzt. Parallel dazu hatte aber auch MTU die V-Motoren selbst bedeutend weiterentwickelt zur Serie 2000 mit 8 bis 20 Zylindern, Common-Rail-Einspritzung etc.

### OM 457 LA
Mit der Umstellung der V-Motoren von OM 44x auf OM 50x wurden die Reihenmotoren offensichtlich nicht mehr als Teil derselben Baureihe betrachtet. Nur der Sechszylinder überlebte als OM 457 mit ähnlichen Änderungen, wie sie auch die OM 50x erfahren hatten (z. B. Einzel-Einsteckpumpen). Darauf folgte der nochmals langhubiger ausgelegte OM 460 LA, der dann wie die V-Motoren im LKW von der Baureihe OM 47x abgelöst wurde. Auch diese Motoren wurden bzw. werden von MTU als Industriemotoren vertrieben.

## Verwendete Literatur
- Eurotransport.de: 50 Jahre LKW-Entwicklung

## Trivia
Das größte Wohnmobil der Welt, gebaut und erstzugelassen in seinem Ursprung als Bus Ende der 1970er, wurde noch 1997 von einem Motor OM 404 mit 324 kW (440 PS) angetrieben, da trotz zwischenzeitlich eingeführter Abgasgesetzgebung Bestandsschutz besteht.